# Amédée de Savoie-Aoste (1943-2021)
Pour les articles homonymes, voir Amédée de Savoie-Aoste.
Succession
Prétendant au trône d’Italie
7 juillet 2006 – 1er juin 2021
(14 ans, 10 mois et 25 jours)
Amédée de Savoie-Aoste (en italien : Amedeo di Savoia-Aosta), cinquième duc d’Aoste, né le 27 septembre 1943 à Florence et mort le 1er juin 2021 à Arezzo, est un membre de la maison de Savoie et l'un des deux prétendants au trône d'Italie, en concurrence avec son cousin Victor-Emmanuel de Savoie. Pour le différencier de son oncle et de son bisaïeul, il peut être appelé Amédée III d'Aoste,. Il est également considéré par certains monarchistes croates comme l’héritier du trône de leur pays sous le nom de « Zvonimir II ».

## Famille
Amédée de Savoie-Aoste est le fils unique du prince Aymon de Savoie-Aoste (1900-1948), un cousin de Victor-Emmanuel III d'Italie proclamé roi de Croatie sous le nom de Tomislav II, et de son épouse la princesse Irène de Grèce (1904-1974). Par son père, Amedeo est l'arrière-petit-fils du roi Amédée Ier d'Espagne tandis que, par sa mère, il est le petit-fils du roi Constantin Ier de Grèce (1868-1923).
Le 22 juillet 1964, le duc d'Aoste épouse à Sintra, au Portugal, la princesse française Claude d'Orléans (1943), elle-même fille d'Henri d'Orléans (1908-1999), « comte de Paris » et prétendant orléaniste à la couronne de France, et de sa femme la princesse franco-brésilienne Isabelle d'Orléans-Bragance (1911-2003). Les deux époux ont à peine 20 ans.
En un siècle, c'est la troisième fois qu'un prince de la branche d'Aoste épouse une princesse de la maison d'Orléans puisque Emmanuel-Philibert de Savoie (1869-1931) se marie en 1895 à Hélène d'Orléans (1871-1951) et que leur fils Amédée II de Savoie-Aoste s'unit en 1927 à Anne d'Orléans (1906-1986).
De l'union d'Amedeo et de Claude d'Orléans naissent trois enfants :
- Bianca di Savoia-Aoste (1966), qui épouse en 1988, le comte Giberto Arrivabene-Valenti-Gonzaga (1961), d'où 5 enfants :
  - Viola Moreschina Nuschi Adec Nicoletta Maria Arrivabene-Valenti-Gonzaga (1991), mariée en 2023 avec le violoniste britannique Charlie Siem (né en 1986)[4], d'où une fille :
    - Ada Mafalda Siem (2023),

  - Vera Clementina Verde Aimone Elena Maria Arrivabene-Valenti-Gonzaga (1993), épouse en 2021 Briano Martinoni Caleppio (1984), des comtes Martinoni Caleppio, d'où un fils :
    - Dardo Martinoni Caleppio (2023),

  - Mafalda Violante Giovanna Olga Maria Arrivabene-Valenti-Gonzaga (1997),
  - Maddalena Smeralda Brandolina Maria Arrivabene-Valenti-Gonzaga (2000),
  - Comte Leonardo Amedeo Moreschino Sai Maria Arrivabene-Valenti-Gonzaga (2001) ;
- Aimone di Savoia-Aosta (1967), duc des Pouilles, qui épouse civilement, à Moscou le 16 septembre 2008, et religieusement dans l'île de Patmos le 27 septembre 2008, sa cousine issue de germains, la princesse Olga de Grèce (1971), elle-même fille du prince Michel de Grèce (1939-2024) et de sa femme Marina Karella (1940)[5], d'où trois enfants :
  - Umberto di Savoia-Aosta, prince du Piémont (2009),
  - Amedeo di Savoia-Aosta, duc des Abruzzes (2011),
  - Isabella di Savoia-Aosta (2012) ;
- Mafalda di Savoia-Aoste (1969), qui épouse d'abord, en 1994, Alessandro Ruffo di Calabria (1964), des princes Ruffo di Calabria, neveu de la reine Paola de Belgique, divorcés en 1997, puis épouse en secondes noces, en 2001, Francesco Lombardo di San Chirico (1968), des barons Lombardo di San Chirico, d'où trois enfants :
  - Anna Egizia Maria Carla Chiara Benedetta Lombardo di San Chirico (1999),
  - Carlo Ferrante Gennaro Antonio Francesco Lombardo di San Chirico (2001),
  - Elena Maria Carlotta Claude Silvia Stefania Tommasa Vittoria Lombardo di San Chirico (2003).

Le prince Amedeo et la princesse Claude se séparent officiellement le 20 juillet 1976 puis divorcent le 26 avril 1982. Leur union est ensuite déclarée nulle par l'Église catholique le 8 janvier 1987.
Le 30 mars 1987, le prince Amedeo se remarie à Silvia Paternò di Spedalotto (1953), fille du marquis de Reggiovanni et de Rosanna Bellardo, à la chapelle de la Villa Spedalotto, à Bagheria, en Sicile.
Outre les enfants nés de la princesse Claude d'Orléans, le prince Amedeo est le père de plusieurs enfants illégitimes :
- Pietro Incisa della Rochetta (1967), né de Nerina Corsini des princes de Sismano, épouse d'Enrico Incisa della Rochetta ;
- Ginevra Maria Gabriella di Savoia-Aosta (2006), née de Kyara van Ellinkhuizen. Ginevra est atteinte de trisomie 21 et, bien que son père ait déclaré qu'il la reconnaîtrait immédiatement après sa naissance et pourvoirait à ses besoins, il ne l'a pas fait et a demandé à réaliser des tests ADN pour confirmer sa paternité. Les tests ayant finalement prouvé qu'il était bel et bien le père de la petite fille, il l'a reconnue le 4 août 2006.

## Biographie

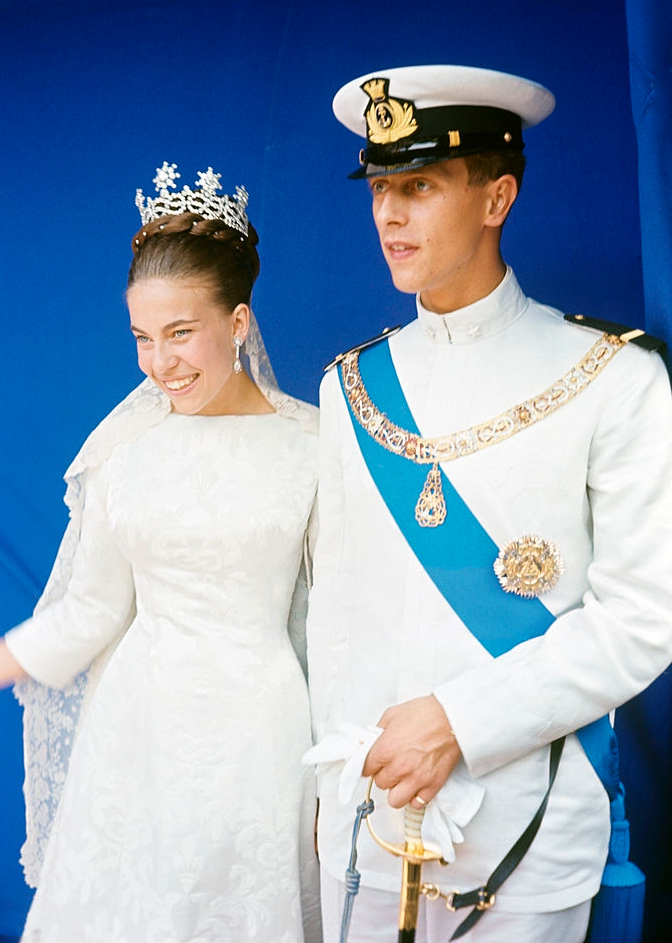
Amedeo di Savoia-Aosta et Claude d'Orléans en 1964

Trois semaines seulement après la naissance d'Amedeo, alors prince héritier de l'État indépendant de Croatie, l'Italie du sud est envahie par les Alliés et le gouvernement du roi Victor-Emmanuel III doit se rendre face aux troupes anglo-américaines. Mais l'Allemagne, alliée du régime fasciste de Benito Mussolini, lance une opération dans le nord du pays afin de l'occuper et d'y restaurer un gouvernement fasciste. Le jeune Amedeo, sa mère, sa tante Anne d'Orléans et ses deux cousines sont alors arrêtés et envoyés dans un camp d'internement en Autriche. Le père du prince parvient en revanche à gagner le sud et devient commandant de la base navale de Tarente.
Après la fin de la Seconde Guerre mondiale et la proclamation de la république en Italie, le père d'Amedeo part vivre en Argentine tandis que sa mère et lui-même s'installent en Suisse avant de pouvoir revenir en Italie. Mais, alors qu'il n'est âgé que de 4 ans, son père l'ex-roi Tomislav II de Croatie meurt et le jeune Amedeo devient chef de la branche d'Aoste.
Plus tard[Quand ?], Amedeo étudie au Collège Naval Morosini de Venise puis part poursuivre son cursus en Angleterre. Il est ensuite[Quand ?] reçu à l'Académie navale de Livourne, où il obtient le grade d'officier de la Marine italienne.
Une fois sa carrière militaire terminée[Quand ?], le prince Amedeo se consacre à l'agriculture dans ses nombreux domaines et notamment à la production de vin, vendu sous le nom de « vin Savoie-Aoste ».
En 1996, Amedeo est nommé représentant de la commune de Palerme pour la Fondation internationale « Pro Herbario Mediterraneo ». L'année suivante, le prince est par ailleurs nommé président de cette organisation écologiste. De 2003 à 2006, il est également choisi par le gouvernement italien comme président du comité de gestion permanent de la réserve naturelle nationale de l'île de Vivara. Le prince est un passionné de botanique et il a voyagé dans le monde entier pour réaliser des recherches dans ce domaine.
Le duc d'Aoste meurt le 1er juin 2021 d'un arrêt cardiaque, à l'âge de 77 ans ; son décès est annoncé par un communiqué de la Maison de Savoie,. Il est inhumé le 1er juillet 2021 dans la dans la crypte royale de la basilique de Superga à Turin.

## Titulature et controverse
À sa naissance, les Oustachis reconnaissent le prince Amedeo comme prince héritier de Croatie et certains le proclament même roi sous le nom de « Zvonimir II » (après l’abdication de son père le 31 juillet 1943).
En 1948, le prince devient duc d’Aoste, prince de Cisterna et de Belriguardo, marquis de Voghera et comte de Ponderano, à la suite de la mort de son père.
Le 7 juillet 2006, le prince Amedeo se proclame chef de la Maison de Savoie et arbore le titre de duc de Savoie. Il considère en effet que Victor-Emmanuel de Savoie (1937-2024), prince de Naples, a perdu ses droits dynastiques en se mariant sans le consentement du roi Humbert II d’Italie en 1971. À plusieurs reprises, après la mort d'Humbert II en mars 1983, Amedeo de Savoie-Aoste a fait état, sans coup d’éclat, notamment dans un livre, de ses droits au trône d'Italie et au titre de chef de la Maison de Savoie. Cependant, selon ses déclarations et celles de deux des sœurs de son cousin Victor-Emmanuel, le prince Amédée aurait réellement attendu juillet 2006 pour enfin faire valoir, au grand jour, son statut de chef de la Maison de Savoie et de prétendant au trône d’Italie, afin de ne pas risquer de compromettre, avant 2002, la levée de la loi d'exil frappant les descendants — dynastes ou non — du roi Humbert II. Il affirme également que la concomitance de ses actes de juillet 2006, prévus de longue date, avec les déboires judiciaires que connaissait alors son cousin Victor-Emmanuel sont pure coïncidence, mais que toutefois « l’affaire Victor-Emmanuel » a alors accéléré ce processus.
Le président de l'Assemblée des sénateurs du Royaume, Aldo Alessandro Mola, a publié une déclaration en faveur du prince Amédée peu après sa proclamation. Toutefois, seuls 9 des 62 membres du Conseil ont voté en faveur de ladite déclaration. Le prince Amedeo a également reçu le soutien de la sœur du prétendant légitime, sa cousine, la princesse Marie-Gabrielle de Savoie (1940).

### Publications du prince
- (it) In nome del Re. Conversazioni con Gigi Speroni, Rusconi, 1986
- (it) Proposta per l'Italia, Il Minotauro, 2002
- (it) Il mio sogno mediterraneo - Amedeo di Savoia Aosta e la sua collezione di succulente nell'isola di Pantelleria, Polistampa, 2004.

### Sur Amédée et sa famille
- (it) Gianni Oliva,  Duchi d'Aosta. I Savoia che non diventarono re d'Italia, Mondadori, Milan, 2003.
- (it) Gigi Speroni, Amedeo duca d'Aosta, Rusconi Libri, Milan, 1984.